# Фотометрия (астрономия)
Фотометрия (др.-греч. φωτός — свет и μετρέω — измеряю) — область астрономии, занимающаяся измерением потоков и интенсивностей электромагнитного излучения небесных светил, а также разработкой методов и техник для этого. В случае, когда измеряется не только количество излучения, но и проводится его распределение по длинам волн, используется термин спектроскопия.

## Методика
Методы, используемые для выполнения фотометрии зависят от диапазона длин волн в котором проводятся измерения. В самом простом варианте фотометрия проводится путём сбора излучения в телескоп. Кроме того, возможно пропустить полученное электромагнитное излучение через специализированные оптические фильтры, с последующим захватом и записью световой энергии при помощи светочувствительных инструментов. Набор полос (фильтры) входят в понятие системы замера.
Исторически, фотометрию в ближней инфракрасной и длинноволновой ультрафиолетовой части спектра осуществляли при помощи фотометра — фотоэлектрического прибора, разработанного для измерения интенсивности света от одного и того же объекта, направляя его луч на фоточувствительный элемент. Эти фотометры впоследствии в большинстве своём были заменены на приборы, созданные на базе ПЗС-камер, которые могут одновременно фиксировать изображения нескольких объектов. Тем не менее, фотоэлектрические фотометры по-прежнему используются в некоторых случаях, например, когда не требуется высокого разрешения.
В 1896-1898 годах Шварцшильд работал ассистентом в обсерватории Куффнера в Вене, где разработал формулу определения времени выдержки для астрономической фотометрии и обнаружил явление невзаимозаместимости в фотографии, позже названное его именем (эффект Шварцшильда). В 1899 году вернулся в Мюнхенский университет, где получил должность приват-доцента, защитив хабилитационную диссертацию об измерениях блеска звёзд.
В 1901-1909 годы Шварцшильд стал ординарным, то есть полным профессором в Гёттингенском университете и одновременно директором обсерватории. В это время Шварцшильд занимался геометрической оптикой, выполнил большой обзор фотографических звёздных величин и установил различие между фотографическими и визуальными звёздными величинами.

## Применение
- Другие физические свойства объекта, такие как температура или химический состав, могут быть определены с помощью спектроскопии. Как правило, спектроскопические измерения нескольких объектов получают с помощью двух фильтров и построением диаграммы «цвет—величина».
- Фотометрия также используется для исследования вариации света объектов, например, переменных звёзд, малых планет, активных ядер галактик и сверхновых, или обнаружения планет, расположенных вне Солнечной системы. Измерения этих отклонений могут быть использованы, например, для определения периода обращения и радиусов членов затменной двойной звёздной системы, периодов обращения малых планет или звёзд или совокупной вспышки энергии сверхновой звезды.